# السنوات السمان
السنوات السمان هي رواية خيال علمي للكاتب الصيني تشان كونتشانك. تصور الرواية العالم في العام 2013 وقد احتل فيه الاقتصاد الصيني المرتبة الأولى على مستوى العالم، وراح الصينيون ينعمون بهذا الازدهار الاقتصادي، وحلت بالصينيين حالة من النشوة والفرح صاحبها فقدان للذاكرة ونسيان للماضي. إلا أن شخصيات في الرواية أصبحث مهووسة بأن حملة قمع نفذتها السلطات قد مُحيت من الذاكرة. تعرضت الرواية في أكثر من موضع لمظاهرات ساحة تياننمن نشرت الرواية أول مرة في العام 2009 في هونغ كونغ وتايوان. وترجمت الرواية إلى 12 لغة، لكن لم يرغب أي ناشر أن ينشرها في بر الصين الرئيسي.

## وصلات خارجية
1. ↑  "معلومات عن السنوات السمان على موقع isfdb.org". isfdb.org. مؤرشف من الأصل في 2020-10-30.